# جوزيف مورو
جوزيف مورو (بالإنجليزية: Joseph Moreau)‏ هو مؤرخ أمريكي، ولد في 1967.